# Teufelshorn (Glocknergruppe)
Das Glocknerhorn und das Teufelshorn sind zwei 3680 Meter beziehungsweise 3677 Meter hohe Bergspitzen in der Glocknergruppe in den Zentralalpen im mittleren Teil der Hohen Tauern. Sie liegen auf dem Nordwestgrat des benachbarten Großglockners, auf dem die Grenze zwischen den österreichischen Bundesländern Tirol (Osttirol) und Kärnten verläuft.

## Lage und Geschichte
Das östliche und höhere Glocknerhorn wird vom österreichischen Bundesamt für Eich- und Vermessungswesen als Teufelshorn bezeichnet und verortet. Das westliche und 3 Meter niedrigere Teufelshorn ist ein etwa 30 Meter hoher turmartiger spitzer Gipfel. Gemeinsam wirken die ähnlich aussehenden Gipfel wie eine Zwillingsspitze. Zuerst erstiegen wurde das Teufelshorn am 8. August 1884 von Moriz von Kuffner, geführt von Christian Ranggetiner und E. Rubesoier. Das Glocknerhorn dagegen wurde schon am 29. August 1879 durch die Alpinisten Gustav Gröger und Christian Ranggetiner bezwungen.

## Umgebung
Teufelshorn und Glocknerhorn sind Bestandteile den mittleren Glocknerkamms und im Nordosten und Südwesten von ausgedehnten Gletscherflächen flankiert. Im Nordosten erstreckt sich das Glocknerkees, das Teil der Pasterze ist, dem größten Gletschergebiet Österreichs. Im Südwesten liegt das Teischnitzkees, das durch den Luisengrat begrenzt wird, der südlichen Fortsetzung des auf den Großglockner führenden Stüdlgrats. Benachbarter Berg ist im Nordwesten, getrennt durch die auf 3596 Metern Höhe gelegenen Unteren Glocknerscharte, die Glocknerwand mit ihren sieben bis 3722 Meter hohen Gipfelgrattürmen. Im Südosten liegt der Großglockner, der dominierende Hauptgipfel der Glocknergruppe. Nächste bedeutende Siedlungen sind im Südwesten das in 9 Kilometern Luftlinie entfernte Großdorf im Tiroler Kalser Tal und das 12 Kilometer westlich gelegene Winkl bei Heiligenblut am Großglockner.

## Stützpunkte, Übergänge und Routen
Die beiden Hörner sind nur als Hochtour mit entsprechender Ausrüstung und Gletschererfahrung zu erreichen. Als Stützpunkte dienen die Stüdlhütte auf 2802 Metern Höhe, oder die auf 3260 Metern Höhe, am Nordrand des Glocknerkees, unterhalb des Glocknerwandkamps liegende  Glockner-Biwakschachtel. Die Erstersteiger stiegen von Süden aus über die Grögerrinne zum Glocknerhorn und über den Südostgrat hinauf auf das Teufelshorn. Der Zustieg zu den Hörnern erfolgt auch heute noch von der Unteren Glocknerscharte oder der Grögerschneide (3660 m) im Südosten. Die Gipfel können nur erklettert werden. Schwierige Kletterrouten werden seit 1933 begangen, es sind zum Teil kombinierten Touren (Fels/Eis) in der Nordwand des Teufelshorns und der Nordwestrampe des Glocknerhorns. Sie weisen Schwierigkeiten bis zum Schwierigkeitsgrad UIAA V-, bei einer Eisneigung bis 80°, auf.